# Gregor Traber
Gregor Traber (ur. 2 grudnia 1992 w Tettnang) – niemiecki lekkoatleta specjalizujący się w sprinterskich biegach płotkarskich.
Na początku kariery uprawiał również trójskok, zajmując 7. miejsce podczas mistrzostw świata juniorów młodszych w Bressanone (2009). W trakcie trwania tej imprezy został sklasyfikowany na piątej pozycji w biegu na 110 metrów przez płotki. W 2012 dotarł do półfinału mistrzostw Europy w Helsinkach oraz bez powodzenia startował na halowym czempionacie globu. Brązowy medalista młodzieżowych mistrzostw Europy (2013). W marcu 2014 zajął 5. miejsce podczas halowych mistrzostw świata w Sopocie.
Złoty medalista mistrzostw Niemiec.
Rekordy życiowe: bieg na 60 metrów przez płotki (hala) – 7,56 (9 marca 2014, Sopot); bieg na 110 metrów przez płotki – 13,21 (29 lipca 2016, Mannheim).

## Osiągnięcia
| Rok  | Impreza                                 | Miejsce        | Konkurencja                | Lokata     | Wynik |
| ---- | --------------------------------------- | -------------- | -------------------------- | ---------- | ----- |
| 2009 | Mistrzostwa świata juniorów młodszych   | Bressanone     | bieg na 110 m przez płotki | 5. miejsce | 13,74 |
| 2009 | Mistrzostwa świata juniorów młodszych   | Bressanone     | trójskok                   | 7. miejsce | 15,24 |
| 2010 | Mistrzostwa świata juniorów             | Moncton        | bieg na 110 m przez płotki | półfinał   | 13,92 |
| 2011 | Mistrzostwa Europy juniorów             | Tallinn        | bieg na 110 m przez płotki | eliminacje | DQ    |
| 2012 | Halowe mistrzostwa świata               | Stambuł        | bieg na 60 m przez płotki  | eliminacje | 7,83  |
| 2012 | Mistrzostwa Europy                      | Helsinki       | bieg na 110 m przez płotki | półfinał   | 13,62 |
| 2013 | Młodzieżowe mistrzostwa Europy          | Tampere        | bieg na 110 m przez płotki | 3. miejsce | 13,66 |
| 2014 | Halowe mistrzostwa świata               | Sopot          | bieg na 60 m przez płotki  | 5. miejsce | 7,56  |
| 2014 | Mistrzostwa Europy                      | Zurych         | bieg na 110 m przez płotki | półfinał   | 13,56 |
| 2015 | Superliga drużynowych mistrzostw Europy | Czeboksary     | bieg na 110 m przez płotki | 4. miejsce | 13,74 |
| 2015 | Mistrzostwa świata                      | Pekin          | bieg na 110 m przez płotki | półfinał   | 13,37 |
| 2016 | Mistrzostwa Europy                      | Amsterdam      | bieg na 110 m przez płotki | półfinał   | 13,66 |
| 2016 | Igrzyska olimpijskie                    | Rio de Janeiro | bieg na 110 m przez płotki | półfinał   | 13,43 |
| 2018 | Mistrzostwa Europy                      | Berlin         | bieg na 110 m przez płotki | 5. miejsce | 13,46 |
| 2019 | Superliga drużynowych mistrzostw Europy | Bydgoszcz      | bieg na 110 m przez płotki | 3. miejsce | 13,54 |
| 2021 | World Athletics Relays                  | Chorzów        | sztafeta płotkarska        | 1.miejsce  | 56,53 |
| 2021 | Igrzyska olimpijskie                    | Tokio          | bieg na 110 m przez płotki | eliminacje | 13,65 |
| 2022 | Halowe mistrzostwa świata               | Belgrad        | bieg na 60 m przez płotki  | półfinał   | 7,67  |
| 2022 | Mistrzostwa świata                      | Eugene         | bieg na 110 m przez płotki | eliminacje | 13,81 |
| 2022 | Mistrzostwa Europy                      | Monachium      | bieg na 110 m przez płotki | półfinał   | 13,72 |